# Glenn Jordan
Glenn Jordan (* 5. April 1936 in San Antonio, Texas) ist ein US-amerikanischer Fernsehregisseur und -produzent.

## Leben
Jordan ist seit den 1960er Jahren als Fernsehregisseur und -produzent in Kalifornien tätig. Er produzierte eine Reihe von US-amerikanischen Filmen und gewann als Filmregisseur viermal den Emmy.

## Filmografie (Auswahl)
Als Regisseur
- 1965–1970: New York Television Theatre (Fernsehserie, 10 Episoden)
- 1968–1970: NET Playhouse (Fernsehserie, 5 Episoden)
- 1969: Let Me Hear You Whisper (Fernsehfilm)
- 1970: Dragon Country (Fernsehfilm)
- 1971: The Typists (Fernsehfilm)
- 1972: Particular Men (Fernsehfilm)
- 1972: Young Dr. Kildare (Fernsehserie, 3 Episoden)
- 1973: Frankenstein (Fernsehfilm)
- 1973: Das Bildnis des Dorian Gray (The Picture of Dorian Gray, Fernsehfilm)
- 1975: Song of the Succubus (Fernsehfilm)
- 1975: Shell Game (Fernsehfilm)
- 1976: One of My Wives Is Missing (Fernsehfilm)
- 1976–1977: Eine amerikanische Familie (Family, Fernsehserie, 9 Episoden)
- 1977: The Displaced Person (Fernsehfilm)
- 1977: Delta County, U.S.A. (Fernsehfilm)
- 1977: Zum Leben verurteilt (In the Matter of Karen Ann Quinlan, Fernsehfilm)
- 1977: Was geschah am Little Big Horn? (The Court-Martial of George Armstrong Custer, Fernsehfilm)
- 1977: Sunshine Christmas (Fernsehfilm)
- 1978: Die Elenden (Les Misérables, Fernsehfilm)
- 1979: Nur Liebe bricht das Schweigen (Son-Rise: A Miracle of Love, Fernsehfilm)
- 1979: The Family Man (Fernsehfilm)
- 1980: The Women’s Room (Fernsehfilm)
- 1981: Mrs. Hines und Tochter (Only When I Laugh)
- 1981: The Princess and the Cabbie (Fernsehfilm)
- 1982: Lois Gibbs and the Love Canal (Fernsehfilm)
- 1984: Biete Mutter – suche Vater (The Buddy System)
- 1984: Die Auseinandersetzung (Mass Appeal)
- 1984: Heartsounds (Fernsehfilm)
- 1985: Der Ausweg (Toughlove, Fernsehfilm)
- 1986: Dress Gray (Fernsehfilm)
- 1986: Herzklopfen zu dritt (Something in Common, Fernsehfilm)
- 1986: Trage deines Bruders Bürde (Promise, Fernsehfilm)
- 1987: Echoes in the Darkness (Fernsehfilm)
- 1988: Jesse – Engel im Tal des Todes (Jesse, Fernsehfilm)
- 1989: Tote haben keinen Namen (Home Fires Burning, Fernsehfilm)
- 1990: Challenger (Fernsehfilm)
- 1991: Ein Meer für Sarah (Sarah, Plain and Tall, Fernsehfilm)
- 1991: Alptraum (Aftermath: A Test of Love, Fernsehfilm)
- 1991: Wahre Freunde (The Boys, Fernsehfilm)
- 1992: O Pioneers! (Fernsehfilm)
- 1993: Der Konzern (Barbarians at the Gate, Fernsehfilm)
- 1993: To Dance with the White Dog (Fernsehfilm)
- 1994: Das Haus der anderen (Jane’s House, Fernsehfilm)
- 1995: Die letzte Hoffnung (My Brother's Keeper, Fernsehfilm)
- 1995: Endstation Sehnsucht (A Streetcar Named Desire, Fernsehfilm)
- 1996: Jake’s Frauen (Jake’s Women, Fernsehfilm)
- 1996: Jimmys Tod – Und was kam danach? (After Jimmy, Fernsehfilm)
- 1996: Mary & Tim – Wird die Liebe siegen? (Mary & Tim, Fernsehfilm)
- 1997: A Christmas Memory (Fernsehfilm)
- 1998: Der lange Weg zurück (The Long Way Home, Fernsehfilm)
- 1998: Legalese (Fernsehfilm)
- 1999: Das Herz einer Familie (Night Ride Home, Fernsehfilm)
- 1999: Winter’s End – Wiederkehr der Liebe (Sarah, Plain and Tall: Winter’s End, Fernsehfilm)
- 2001: Midwives (Fernsehfilm)
- 2003: Lucy (Fernsehfilm)

## Auszeichnungen und Preise (Auswahl)
- dreizehn Nominierungen für Emmy
- vier Siege beim Emmy Award